# Bebryce tenuis
Bebryce tenuis is een zachte koraalsoort uit de familie Plexauridae. De koraalsoort komt uit het geslacht Bebryce. Bebryce tenuis werd in 1909 voor het eerst wetenschappelijk beschreven door Thomson & Simpson. 